# الإسلام في ريونيون
تقع جزر ريونيون في المحيط الهندي في شرقي أفريقيا، وصل الإسلام إلى جزر ريرنيون مع العمالة المهاجرة، الذين جلبهم الفرنسيون من جزر القمر ومن الهند لزراعة المحصولات المدارية بالجزيرة.

## المسلمون حالياً
يتكونون من مسلمي الهند، وباكستان، وجزر القمر، ومن الوطنيين، ويعمل أغلب المسلمين في التجارة، ومن المسلمين حوالي 10 آلاف مسلم من أصول هندية باكستانية، وحوالي 6 آلف مسلم من جزر القمر، وينتشر المسلمون في العاصمة، وفي سانت بول، وسانتا مري وسانت اند رية، وسانت دينيس، وسانت بير، وبها تجمع إسلامي وجمعية إسلامية.

## المؤسسات الإسلامية
تقوم بالعمل الإسلامي بعض الجمعيات مثل جمعية أهل السنة والجماعة وتشرف على 14 مسجداً و11 مدرسة، والتعليم باللغة الأردية، كذلك يوجد نشاط لجماعة التبليغ الإسلامي، كما يوجدمركز إسلامي في سانت بير. وفي الجزيرة حركة إسلامية جيدة التنظيم، وتدرس اللغة العربية، ويقوم بتدريسها أئمة المساجد، وبالجزيرة مبعوث لدار الإفتاء.

## المساجد
بالجزيرة أكثر من 30 مسجداً منتشرة في معظم مدنها، وأغلبها بالعاصمة وبمدينة سانت بير، وتلحق بالمساجد مدارس قرآنية. ويوجد مركز إسلامي في سانت دينيس، ويصدر المجلس الإسلامي مجلة باللغة العربية واللغة الأردية.

## معرض صور

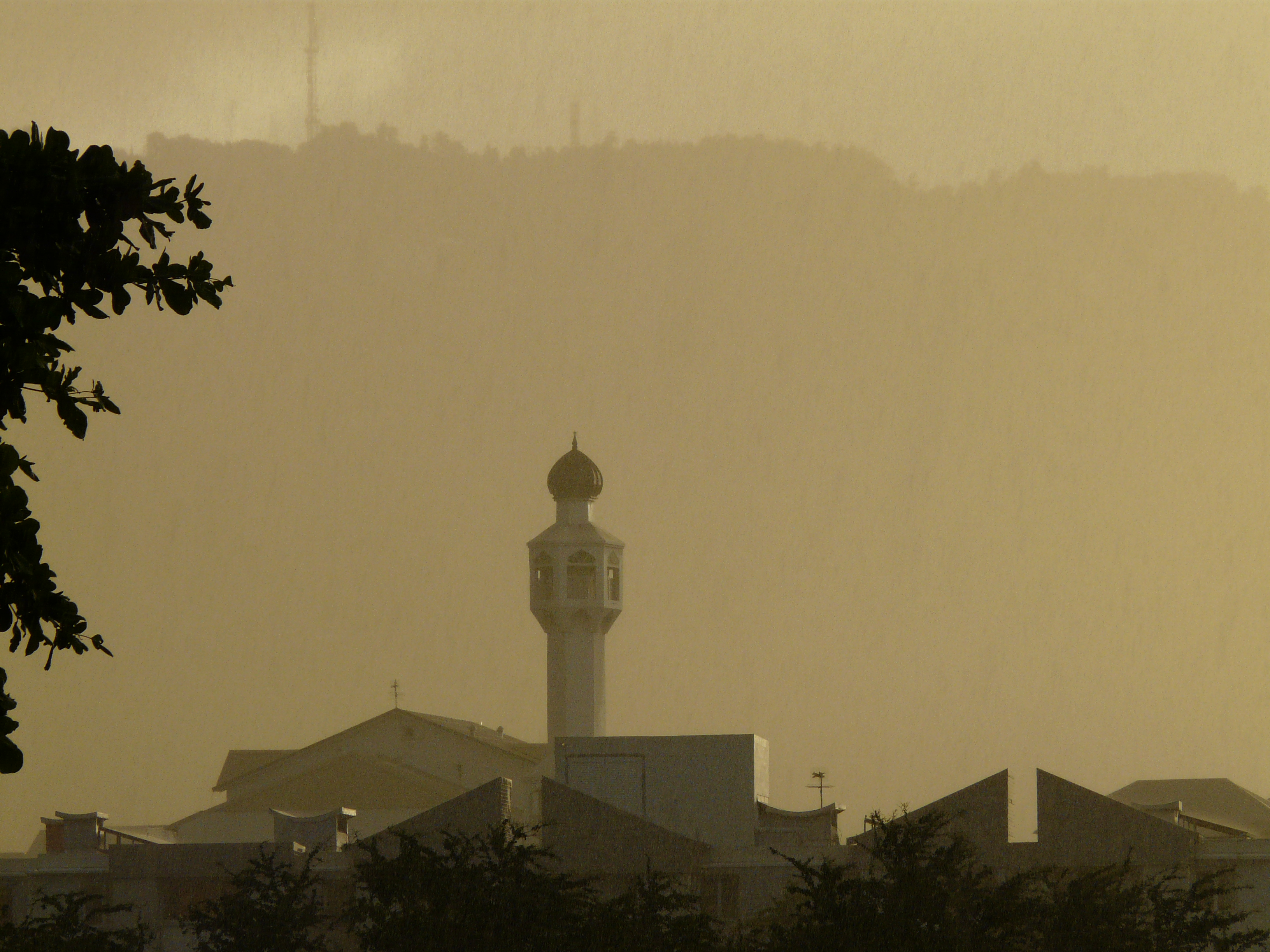
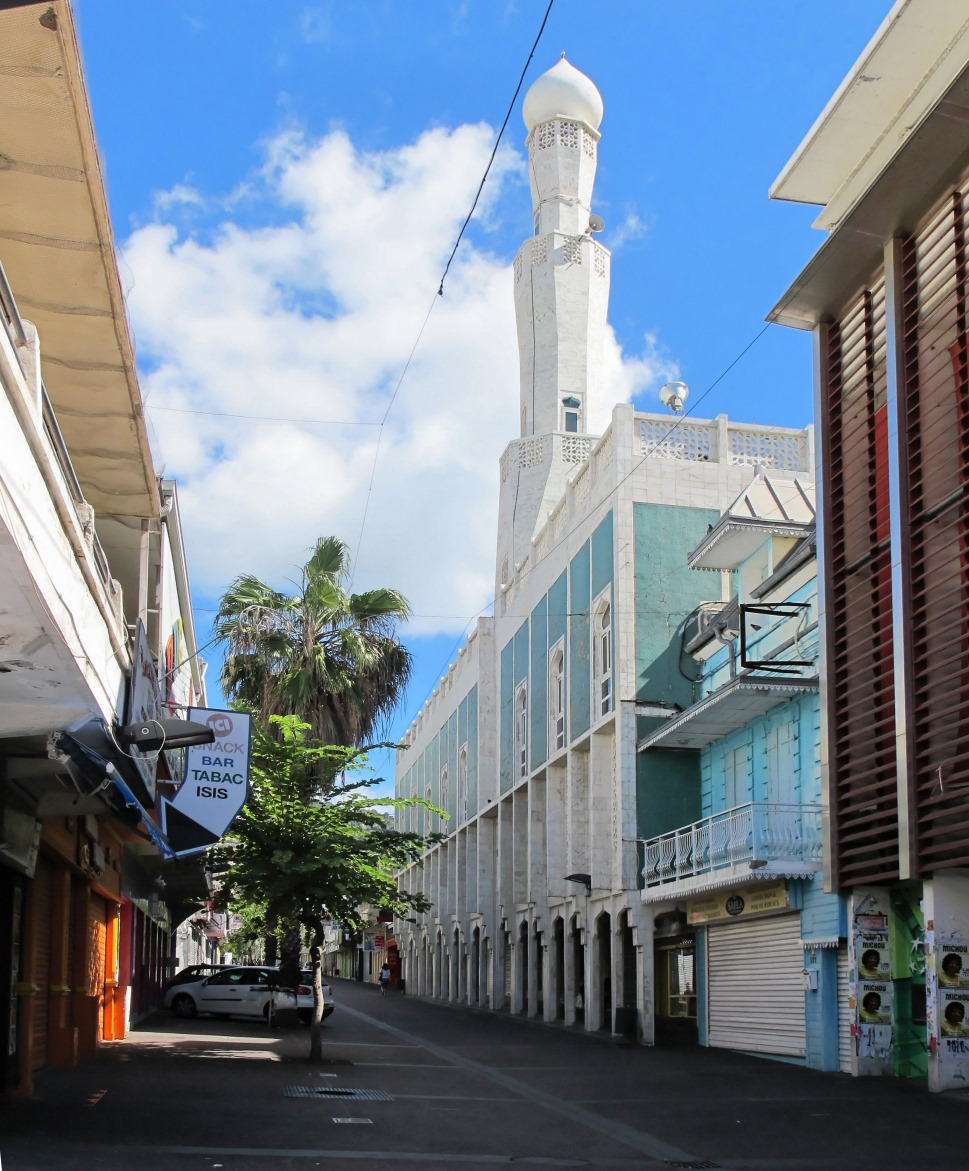
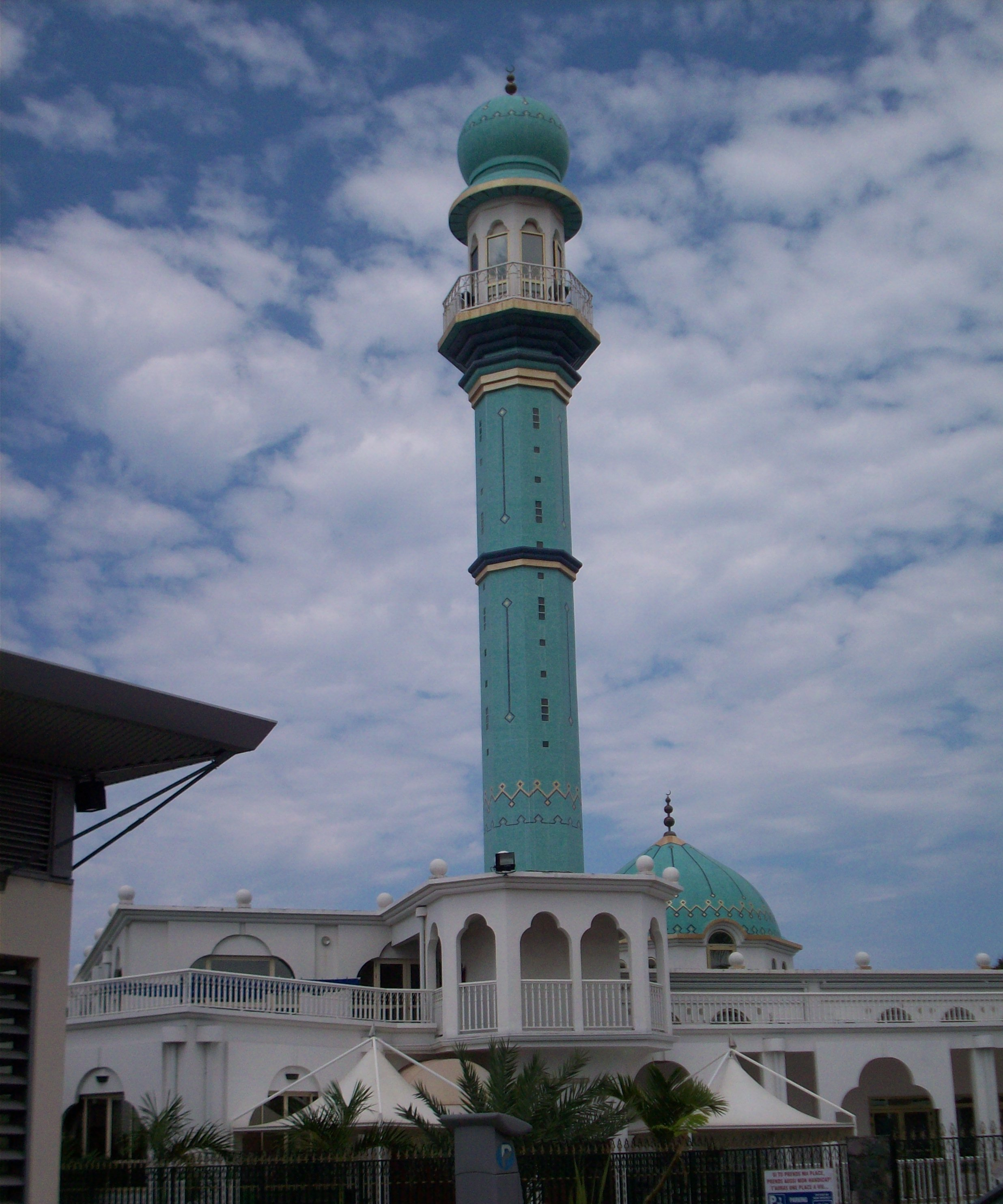